# Gerhard Weiser

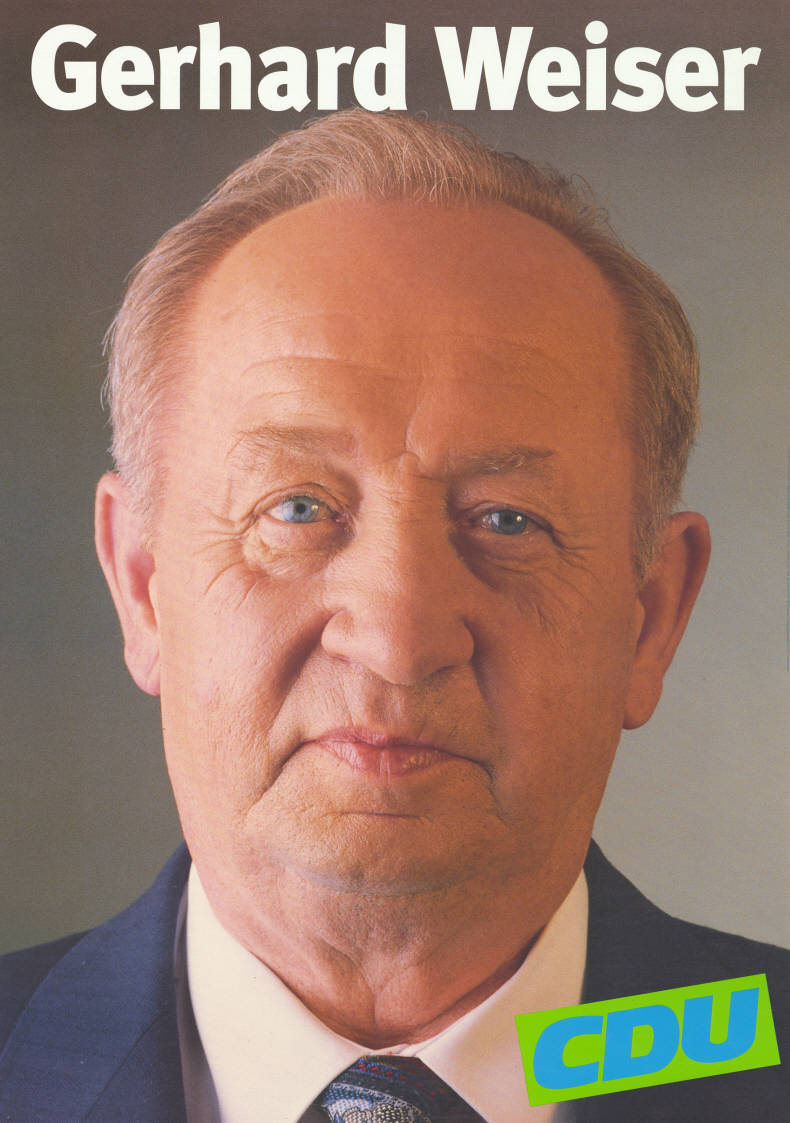
Kandidatenplakat zur Landtagswahl in Baden-Württemberg 1996

Gerhard Weiser (* 11. Januar 1931 in Heidelberg; † 10. September 2003 in Sinsheim) war ein deutscher Politiker der CDU.

## Leben und Beruf
Weiser besuchte die Volks- und Fachschule in Wiesloch und erlernte den Beruf des Landwirts. 1948 machte er seine Gehilfenprüfung und 1956 legte er die Meisterprüfung ab. Er führte dann in Mauer im Rhein-Neckar-Kreis den schwiegerelterlichen Betrieb als Landwirt, wobei er sich nebenher auch in der Verbandsarbeit engagierte. So wurde er zunächst Jugendreferent, dann ab 1952 Geschäftsführer beim Kreisbauernverband Heidelberg-Sinsheim und 1959 dessen Kreisvorsitzender (bis 1976). Den Landwirtschaftsbetrieb führte seine Familie trotz Weisers späteren politischen Verpflichtungen über Jahre hinweg weiter.

## Partei und Ministeramt
Politisch engagierte sich Weiser in der CDU, wo er in den 1960er Jahren Bezirksvorsitzender in Nordbaden wurde. Er gehörte zeitweise auch dem Landesvorstand seiner Partei in Baden-Württemberg an.
1962 wurde Weiser zum Bürgermeister seiner Heimatgemeinde Mauer gewählt. Dieses Amt führte er über zwei Wahlperioden bis 1976. Während dieser Zeit zog er 1968 erstmals in den Landtag von Baden-Württemberg als Abgeordneter ein, dem er bis 2001 angehörte.
1976 holte ihn Ministerpräsident Hans Filbinger in sein Kabinett als Landwirtschaftsminister. Dieses Amt führte Weiser auch unter Filbingers Nachfolgern Lothar Späth und Erwin Teufel, zuletzt in der Großen Koalition (ab 1992), weiter. Ab 1980 war er zugleich stellvertretender Ministerpräsident unter Lothar Späth und ab 1991 unter Erwin Teufel. Nach der Landtagswahl 1996 verzichtete Weiser auf sein Ministeramt, blieb aber noch im Landtag, wo er zum Vizepräsidenten gewählt wurde. Er war bei seinem Ausscheiden der dienstälteste Minister Deutschlands mit 20 Amtsjahren. Bei der Landtagswahl 2001 verzichtete Weiser auf eine neue Kandidatur.

## Wirken und Ehrungen
Auf Weiser gehen das Programm Marktentlastung und Kulturlandschaftsausgleich (MEKA) und der so genannte Wasserpfennig zurück.
Weiser erhielt unter anderem die Ehrendoktorwürde der Universität Hohenheim und der Landwirtschaftlichen Universität Temeswar (Rumänien). 1997 wurde ihm das Große Bundesverdienstkreuz mit Stern und Schulterband verliehen. Ferner erhielt er 1985 die Verdienstmedaille des Landes Baden-Württemberg.

## Ehrenämter
Weiser engagierte sich auch ehrenamtlich bei verschiedenen Vereinen. So war er unter anderem Präsident der Bundesvereinigung Deutscher Blas- und Volksmusikverbände e. V. und des Blasmusikverbandes Baden-Württemberg e. V. Ferner war er Vorstandsvorsitzender des Diakonischen Werkes der Evangelischen Landeskirche Baden.
Er lebte bis zu seinem Tode in seiner Heimatgemeinde Mauer. Er starb am 10. September 2003 im Krankenhaus in Sinsheim an einem Schlaganfall. Weiser war verheiratet mit Johanna und hatte zwei Söhne und eine Tochter.